# Pseudotermitoxenia nitobei
Pseudotermitoxenia nitobei är en tvåvingeart som beskrevs av Tokuichi Shiraki 1925. Pseudotermitoxenia nitobei ingår i släktet Pseudotermitoxenia och familjen puckelflugor.
Artens utbredningsområde är Taiwan. Inga underarter finns listade i Catalogue of Life.